# Rote Bohnenpaste

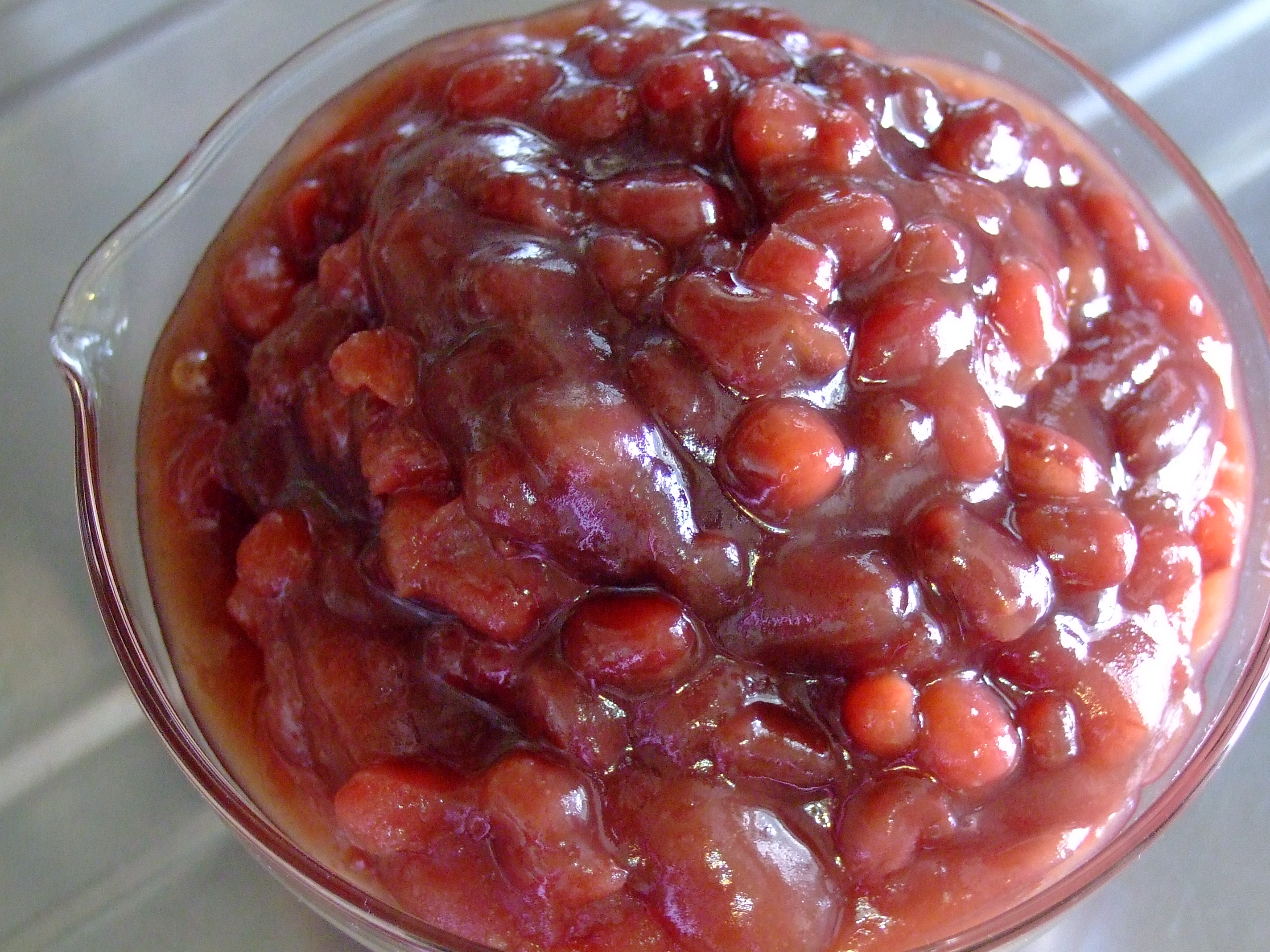
Rote Bohnenpaste (unpüriert)

Die Rote Bohnenpaste, auch Adzukibohnenpaste genannt, ist eine süße, dunkel purpurrote Paste aus Adzukibohnen, die in verschiedenen chinesischen, japanischen bzw. koreanischen Speisen, meist Süßspeisen, verwendet wird. Die Paste wird aus zunächst gekochten und anschließend zerdrückten Adzukibohnen hergestellt und während der Produktion mit Zucker oder Honig gesüßt. Häufig werden die Bohnenhülsen vor dem Süßen ausgesiebt, was zu einer weicheren und homogeneren Masse führt. 
Die Paste stammt aus der vegetarisch-buddhistischen Küche in China. Dort heißt sie Dousha (chin. 豆沙 Pinyin dòushā) bzw. Dourong (chin. 豆茸, auch 豆蓉  Pinyin dòuróng). In Japan wird sie An (jap. 餡, kana あん), Anko (jap. 餡子 / 餡こ, kana あんこ) oder Ogura (jap. 小倉, kana おぐら) genannt, in Korea ist sie auch bekannt als Pat (kor. 팥).
Je nach Feinheit der Masse hat Anko in Japan unterschiedliche Klassen. Die Zubereitungsart von Dousha variiert in China je nach Region leicht.

## Verwendung
In China wird die Paste unter anderem für Tangyuan, Zongzi, Mondkuchen, unterschiedliche Baozi, z. B. Doushabao (豆沙包), und verschiedene Kuchen verwendet. Populäre japanische Süßspeisen mit roter Bohnenpaste sind unter anderem Anmitsu, Anpan, Daifuku, Dango, Dorayaki, Kintsuba, Manju, Mochi, Monaka, Oshiruko, Taiyaki, Imagawayaki, Uirō und Yōkan. Auch Crêpes werden damit gefüllt. In Korea findet sie zum Beispiel in Bungeoppang, Patbingsu, Patdanja, Pattteok und Patjuk Anwendung.

## Film
- Kirschblüten und rote Bohnen. (Originaltitel: あん, An) Spielfilm, Japan, Frankreich, Deutschland, 2015, 113 Min., Buch und Regie: Naomi Kawase, Produktion: arte France Cinéma, MAM, CNC, Kinopremiere: 14. Mai 2015 beim Festival de Cannes, Inhaltsangabe vom Festival de Cannes (englisch).